# 바이오안전성
바이오안전성(biosafety)은 유전자변형생물체가 인체나 환경에 미칠 수 있는 위해성은 물론 이를 방지하기 위한 정책, 제도 등을 포괄하는 개념이다. 1996년 콩, 옥수수 등 유전자변형작물이 본격적으로 상업화된 이후 이에 대한 국제적 우려를 반영하여 "바이오안전성에 관한 카르타헤나 의정서"가 채택되었으며(2000년 1월), 2003년 9월 이후 국제적으로 바이오안전성의정서가 발효되고 있다. 대한민국에서는 바이오안전성의정서에 2008년 1월부터 가입하였으며, "유전자변형생물체의 국가간 이동 등에 관한 법률"이 시행되고 있다. 동법 제32조에서는 바이오안전성에 관한 정보를 전문적으로 취급하는 "바이오안전성정보센터" 지정을 명시하고 있다.

## 같이 보기
- 생물학적 위험
- 검역